# Selección de rugby playa de Ecuador
La selección de rugby playa de Ecuador es el representativo de dicho país en las competencias internacionales oficiales de rugby desarrolladas en playa.

## Participación en copas

### Juegos Suramericanos
- Punta del Este y Montevideo 2009: no existía
- Manta 2011: 7º puesto
- La Guaira 2014: 3º puesto [1]
- Rosario 2019: 4º puesto
- Santa Marta 2023: 5º puesto

### Juegos Bolivarianos de Playa
- Lima 2012: 5º puesto
- Huanchaco 2014: 3º puesto
- Iquique 2016: 5º puesto

## Palmarés
- Juegos Bolivarianos de Playa: 
  -  Medalla de plata: 2014

- Juegos Suramericanos: 
  -  Medalla de bronce: 2014